# Noosaville
Noosaville är en del av en befolkad plats i Australien. Den ligger i kommunen Sunshine Coast och delstaten Queensland, omkring 120 kilometer norr om delstatshuvudstaden Brisbane.
Närmaste större samhälle är Tewantin, nära Noosaville. Genomsnittlig årsnederbörd är 1 898 millimeter. Den regnigaste månaden är januari, med i genomsnitt 360 mm nederbörd, och den torraste är september, med 41 mm nederbörd.